# La mano en la trampa
La mano en la trampa es una película de 1961 dirigida por Leopoldo Torre Nilsson según su propio guion escrito con la colaboración de Ricardo Muñoz Suny, Ricardo Luna y Beatriz Guido sobre la novela homónima de esta última. Se presentó en Cannes en mayo y se estrenó en Argentina el 8 de junio de 1961.
En una encuesta de las 100 mejores películas del cine argentino llevada a cabo por el Museo del Cine Pablo Ducrós Hicken en el año 2000, la película alcanzó el puesto 17. En una nueva versión de la encuesta organizada en 2022 por las revistas especializadas La vida útil, Taipei y La tierra quema, presentada en el Festival Internacional de Cine de Mar del Plata, la película alcanzó el puesto 47.

## Sinopsis
Laura vuelve a su casa a pasar las vacaciones. Ha estado pupila en un colegio de monjas todo el año. La esperan su madre y su tía, bordadoras de profesión que viven confinadas a una enorme y oscura mansión: todo pronostica un verano de aburrimiento y soledad. Pero este año Laura ha crecido y comenzará a preguntarse sobre los secretos que le esconde su familia. Ella sabe que en el segundo piso de la casa vive encerrado un “opa”, que ella no tiene permitido ver. Con la ayuda de su pretendiente Miguel, Laura intentará ver a la criatura con sus propios ojos. Sin embargo, esto no será suficiente para poder armar el rompecabezas, porque deberá además descubrir los misterios en torno a una tía desconocida que vive en Estados Unidos, su expareja, y la correspondencia entre ella y su madre. Esto la llevará a desenterrar viejas pasiones y vergüenzas, para finalmente, enterarse del horror que habita su casa.

## Reparto
- Elsa Daniel - Laura Lavigne
- Francisco Rabal - Cristóbal Achával
- Leonardo Favio - Miguel
- María Rosa Gallo - Inés Lavigne
- Berta Ortegosa - Mama de Laura
- Hilda Suárez - Lisa Lavigne
- Enrique Vilches
- Hugo Caprera
- Beatriz Matar
- Mirko Álvarez

## Premios
Fue galardonada en el Festival Internacional de Cine de Cannes con el Premio de la Federación Internacional de la Prensa Cinematográfica (FIPRESCI).
Premio Cóndor de Plata a la mejor actriz de reparto para María Rosa Gallo.